# باول دي جياكومو
باول دي جياكومو (بالإنجليزية: Paul di Giacomo)‏ هو لاعب كرة قدم بريطاني، ولد في 30 يونيو 1982 في غلاسكو في المملكة المتحدة. لعب مع نادي بارتيك ثيسل ونادي روس كاونتي ونادي غرينوك مورتون ونادي كيلمارنوك.

## وصلات خارجية
- باول دي جياكومو على موقع قاعدة بيانات كرة القدم.إي يو (الإنجليزية)
- باول دي جياكومو على موقع Soccerbase.com (لاعب) (الإنجليزية)
- باول دي جياكومو على موقع Soccerway.com (الإنجليزية)
- باول دي جياكومو على موقع عالم كرة القدم.نت (الإنجليزية)